# Ussy
Ussy est une commune française, située dans le département du Calvados en région Normandie, peuplée de 845 habitants.

## Géographie

### Localisation
La commune d'Ussy est située à peu près à mi-distance entre Caen au nord et Argentan au sud.

### Communes limitrophes
| Fontaine-le-Pin, Tournebu      | Fontaine-le-Pin, Bons-Tassilly | Bons-Tassilly   |
| Tournebu, Saint-Germain-Langot | Ussy                           | Villers-Canivet |
| Saint-Germain-Langot, Leffard  | Leffard                        | Villers-Canivet |

### Hydrographie
La commune est située dans le bassin Seine-Normandie. Elle est drainée par la Laize, le ruisseau de Leffard, le fossé 03 de la Commanderie et un autre petit cours d'eau,.
La Laize, d'une longueur de 32 km, prend sa source dans la commune de Martigny-sur-l'Ante et se jette  dans l'Orne à Laize-Clinchamps, après avoir traversé 15 communes. 

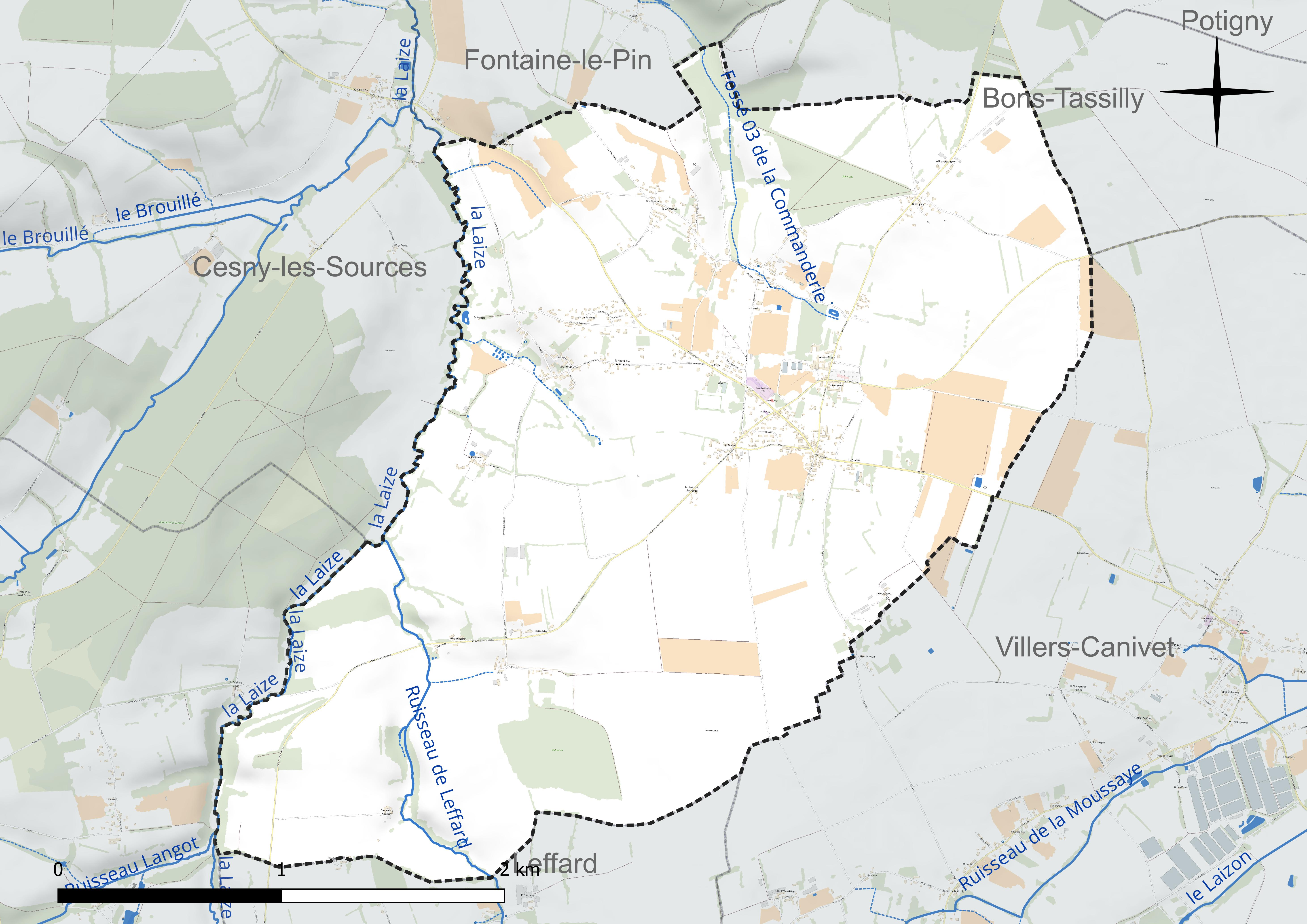
Réseau hydrographique d'Ussy.

### Climat
Pour des articles plus généraux, voir Climat de la Normandie et Climat du Calvados.
En 2010, le climat de la commune est de type climat océanique altéré, selon une étude du CNRS s'appuyant sur une série de données couvrant la période 1971-2000. En 2020, Météo-France publie une typologie des climats de la France métropolitaine dans laquelle la commune est exposée à un climat océanique et est dans la région climatique  Normandie (Cotentin, Orne), caractérisée par une pluviométrie relativement élevée (850 mm/a) et un été frais (15,5 °C) et venté. Parallèlement le GIEC normand, un groupe régional d'experts sur le climat, différencie quant à lui, dans une étude de 2020, trois grands types de climats pour la région Normandie, nuancés à une échelle plus fine par les facteurs géographiques locaux. La commune est, selon ce zonage, exposée à un « climat contrasté des collines », correspondant au Bocage normand, bien arrosé, voire très arrosé sur les reliefs les plus exposés au flux d'ouest, et frais en raison de l'altitude.
Pour la période 1971-2000, la température annuelle moyenne est de 10,1 °C, avec une amplitude thermique annuelle de 12,9 °C. Le cumul annuel moyen de précipitations est de 791 mm, avec 12,5 jours de précipitations en janvier et 7,6 jours en juillet. Pour la période 1991-2020, la température moyenne annuelle observée sur la station météorologique la plus proche, située sur la commune de Pierrefitte-en-Cinglais à 9 km à vol d'oiseau, est de 11,2 °C et le cumul annuel moyen de précipitations est de 806,5 mm,. Pour l'avenir, les paramètres climatiques de la commune estimés pour 2050 selon différents scénarios d'émission de gaz à effet de serre sont consultables sur un site dédié publié par Météo-France en novembre 2022.

## Urbanisme

### Typologie
Au 1er janvier 2024, Ussy est catégorisée commune rurale à habitat dispersé, selon la nouvelle grille communale de densité à 7 niveaux définie par l'Insee en 2022. Elle est située hors unité urbaine. Par ailleurs la commune fait partie de l'aire d'attraction de Caen, dont elle est une commune de la couronne,. Cette aire, qui regroupe 296 communes, est catégorisée dans les aires de 200 000 à moins de 700 000 habitants,.

### Occupation des sols
L'occupation des sols de la commune, telle qu'elle ressort de la base de données européenne d'occupation biophysique des sols Corine Land Cover (CLC), est marquée par l'importance des territoires agricoles (87,4 % en 2018), une proportion identique à celle de 1990 (87,4 %). La répartition détaillée en 2018 est la suivante : terres arables (45,2 %), prairies (36,5 %), zones urbanisées (9,6 %), zones agricoles hétérogènes (5,8 %), forêts (2,9 %). L'évolution de l'occupation des sols de la commune et de ses infrastructures peut être observée sur les différentes représentations cartographiques du territoire : la carte de Cassini (XVIIIe siècle), la carte d'état-major (1820-1866) et les cartes ou photos aériennes de l'IGN pour la période actuelle (1950 à aujourd'hui).

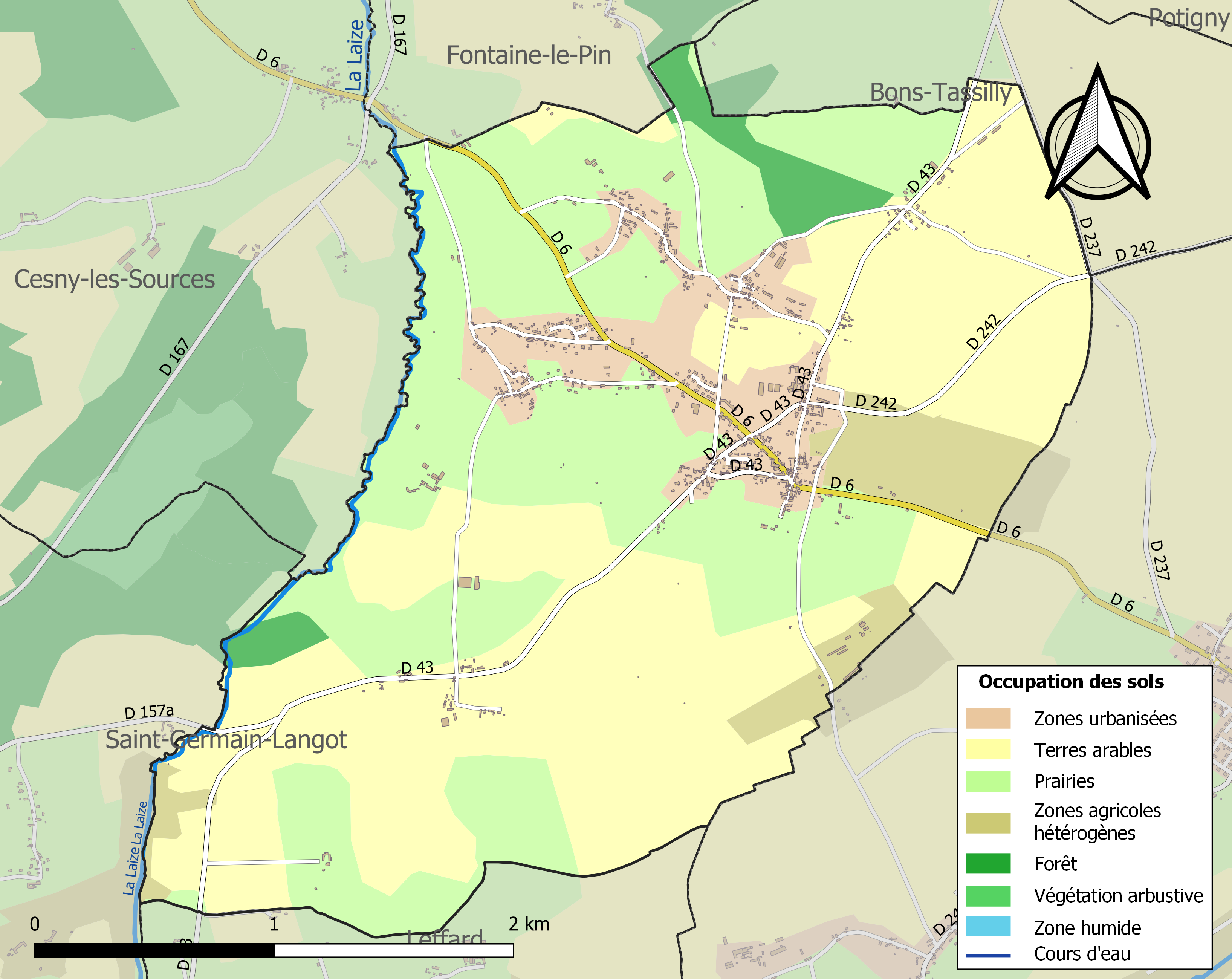
Carte des infrastructures et de l'occupation des sols de la commune en 2018 (CLC).

## Toponymie
Le nom de la localité est attesté sous les formes Uxeium au XIIe siècle, Uxeium en 1180, Useium en 1287.
Le gentilé est Uxéodois.

## Histoire
En décembre 1731, la seigneurie fut unie au marquisat de Marguerit (à Versainville).

## Politique et administration

### Administration municipale
| Période                                  | Période       | Identité           | Étiquette | Qualité                  |
| ---------------------------------------- | ------------- | ------------------ | --------- | ------------------------ |
| ?                                        |               | Huet               |           |                          |
|                                          |               |                    |           |                          |
| 1975                                     | mars 2001     | Pierre Sébire      |           | Pépiniériste             |
| mars 2001                                | décembre 2004 | Jean-Claude Jouvin | SE        | Comptable retraité       |
| janvier 2005                             | mars 2014     | Françoise Kedziora | DVD       | Retraitée (enseignement) |
| mars 2014                                | mai 2020      | Virginie Ducret    | SE        | Auto-entrepreneur        |
| mai 2020                                 | En cours      | Éric Delile        | SE        | Directeur de société     |
| Les données manquantes sont à compléter. |               |                    |           |                          |

Le conseil municipal est composé de quinze membres dont le maire et quatre adjoints.

## Population et société

### Démographie
L'évolution du nombre d'habitants est connue à travers les recensements de la population effectués dans la commune depuis 1793. Pour les communes de moins de 10 000 habitants, une enquête de recensement portant sur toute la population est réalisée tous les cinq ans, les populations de référence des années intermédiaires étant quant à elles estimées par interpolation ou extrapolation. Pour la commune, le premier recensement exhaustif entrant dans le cadre du nouveau dispositif a été réalisé en 2004.
En 2022, la commune comptait 845 habitants, en évolution de −3,87 % par rapport à 2016 (Calvados : +1,58 %, France hors Mayotte : +2,11 %).
| 1793 | 1800 | 1806 | 1821 | 1831 | 1836 | 1841 | 1846 | 1851 |
| ---- | ---- | ---- | ---- | ---- | ---- | ---- | ---- | ---- |
| 749  | 831  | 869  | 890  | 753  | 778  | 800  | 828  | 830  |

| 1856 | 1861 | 1866 | 1872 | 1876 | 1881 | 1886 | 1891 | 1896 |
| ---- | ---- | ---- | ---- | ---- | ---- | ---- | ---- | ---- |
| 855  | 860  | 869  | 801  | 832  | 780  | 805  | 743  | 743  |

| 1901 | 1906 | 1911 | 1921 | 1926 | 1931 | 1936 | 1946 | 1954 |
| ---- | ---- | ---- | ---- | ---- | ---- | ---- | ---- | ---- |
| 755  | 779  | 813  | 706  | 700  | 707  | 620  | 619  | 668  |

| 1962 | 1968 | 1975 | 1982 | 1990 | 1999 | 2004 | 2006 | 2009 |
| ---- | ---- | ---- | ---- | ---- | ---- | ---- | ---- | ---- |
| 709  | 677  | 638  | 627  | 717  | 755  | 831  | 847  | 847  |

| 2014 | 2019 | 2022 | - | - | - | - | - | - |
| ---- | ---- | ---- | - | - | - | - | - | - |
| 872  | 857  | 845  | - | - | - | - | - | - |

## Culture locale et patrimoine

### Lieux et monuments
- Église Saint-Martin du XIIIe siècle classée au titre des monuments historiques par arrêté du 4 septembre 1913[30].
- Menhir de la Pierre du Pot classée au titre des monuments historiques par arrêté du 26 octobre 1945[31].
- Menhir de la Pierre de la Hauberie classée au titre des monuments historiques par arrêté du 26 octobre 1945[32].
- Manoir seigneurial du XVIe siècle.
- Arboretum : le Jardin des séquoias.
- Enceinte circulaire au bois du Pôt[33]. Elle est située, à l'ouest du hameau du Pôt, dans le bois, sur l'interfluve[34].
- Vestiges de la motte féodale du Catelier, près du lieu-dit le Hamel[33], dans le bois d'Ussy[35].

L'église Saint-Martin
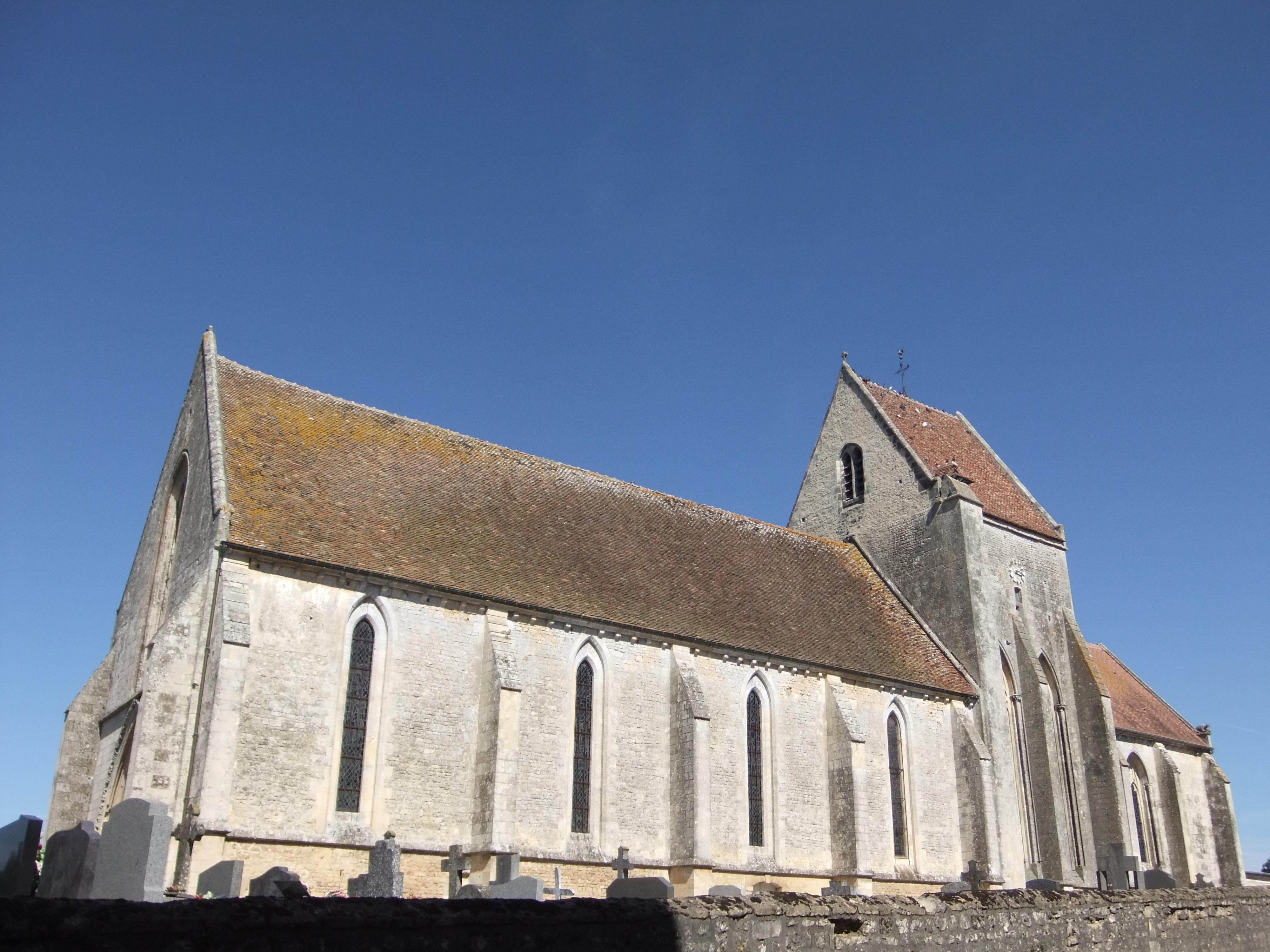
Vue sud.
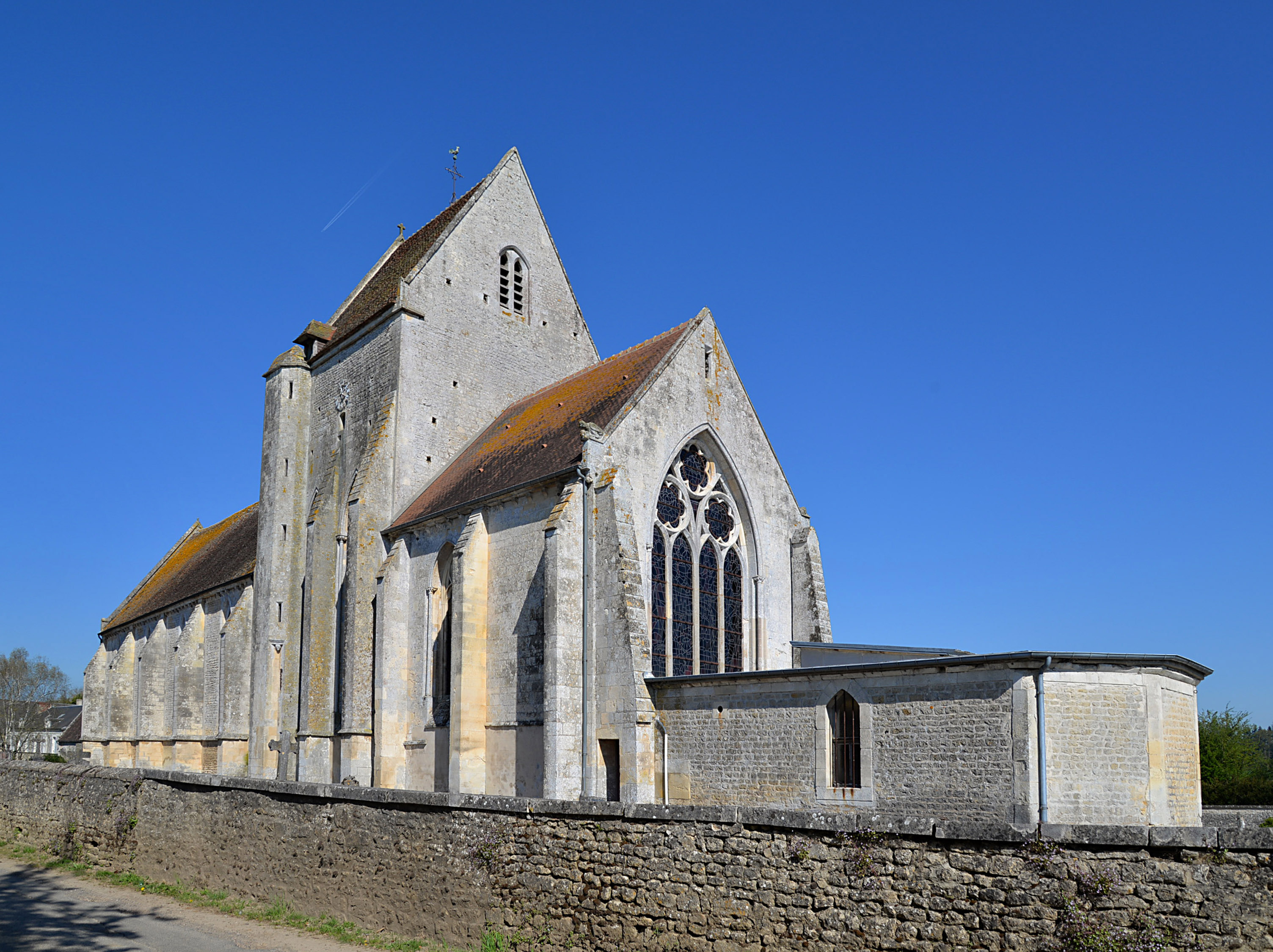
Vue sud-est.
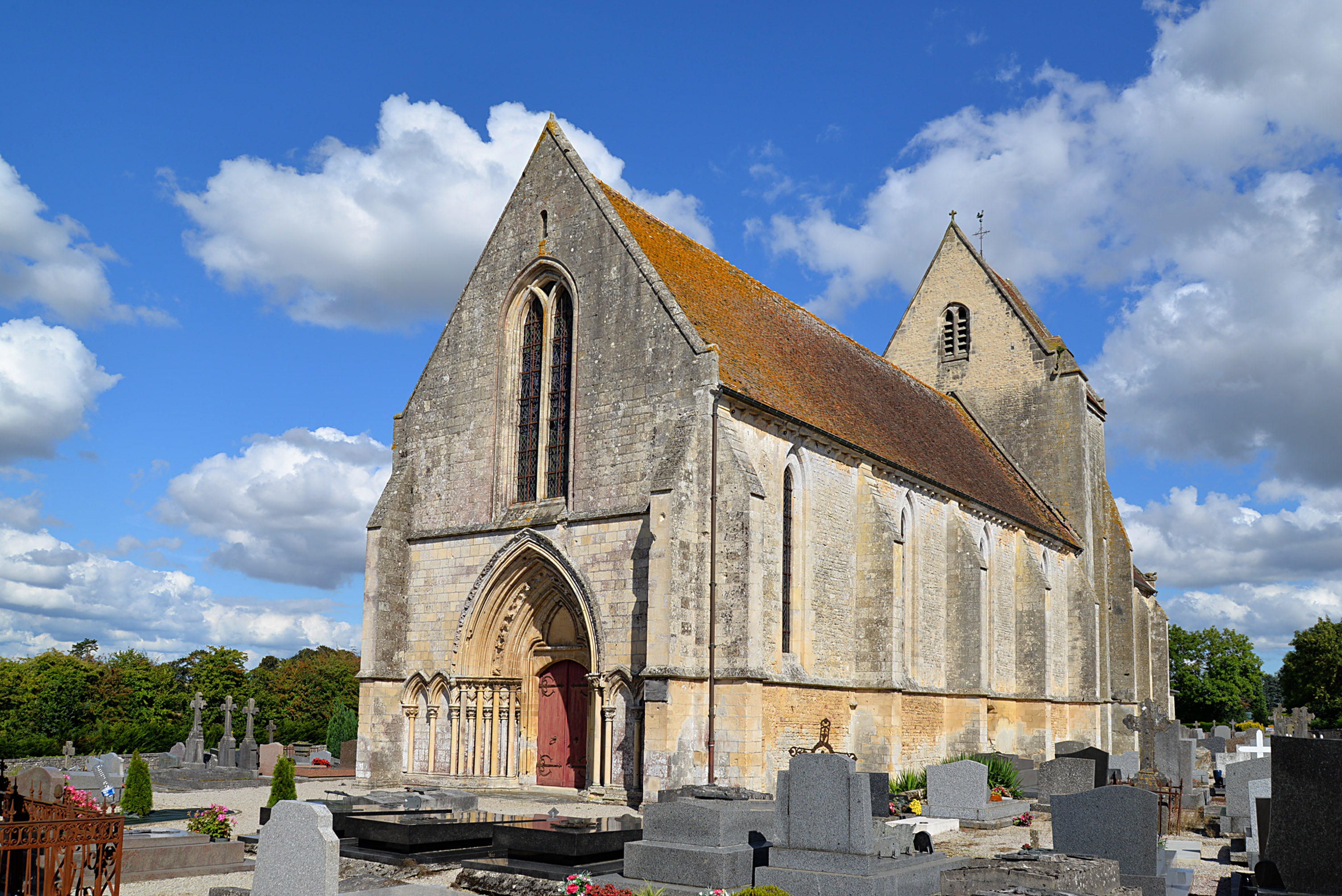
Vue sud-ouest.
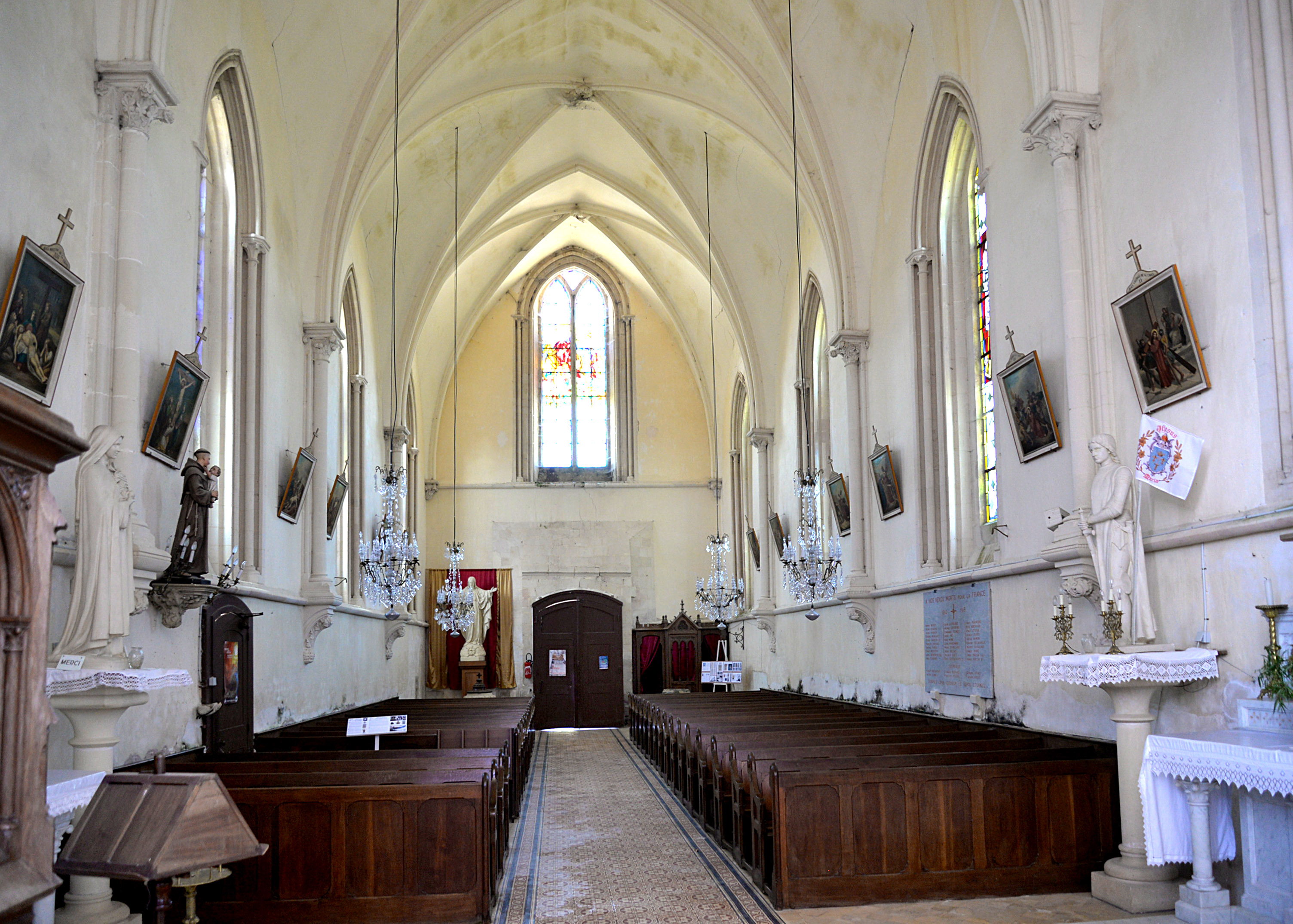
La nef.
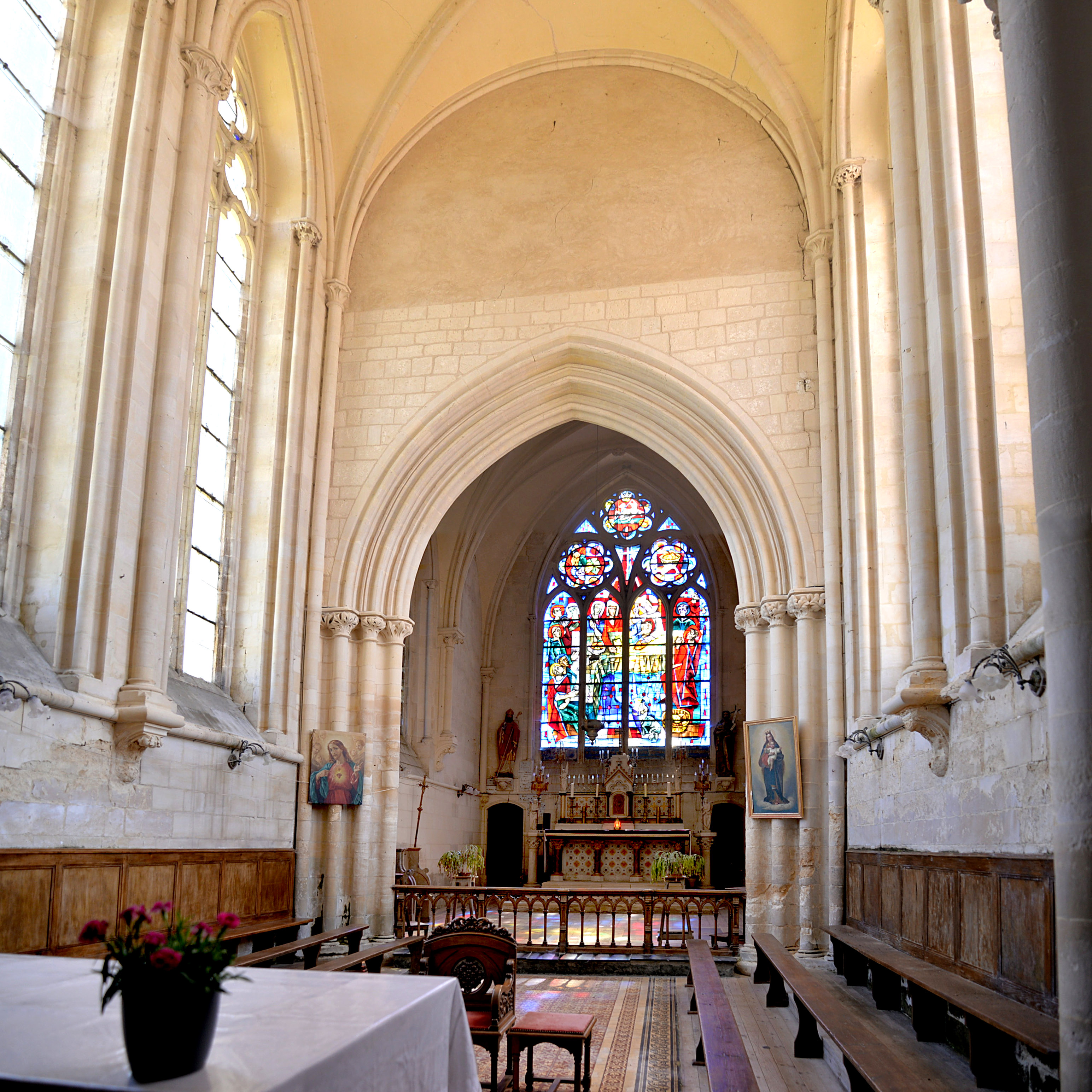
Le chœur.

Autres lieux et monuments
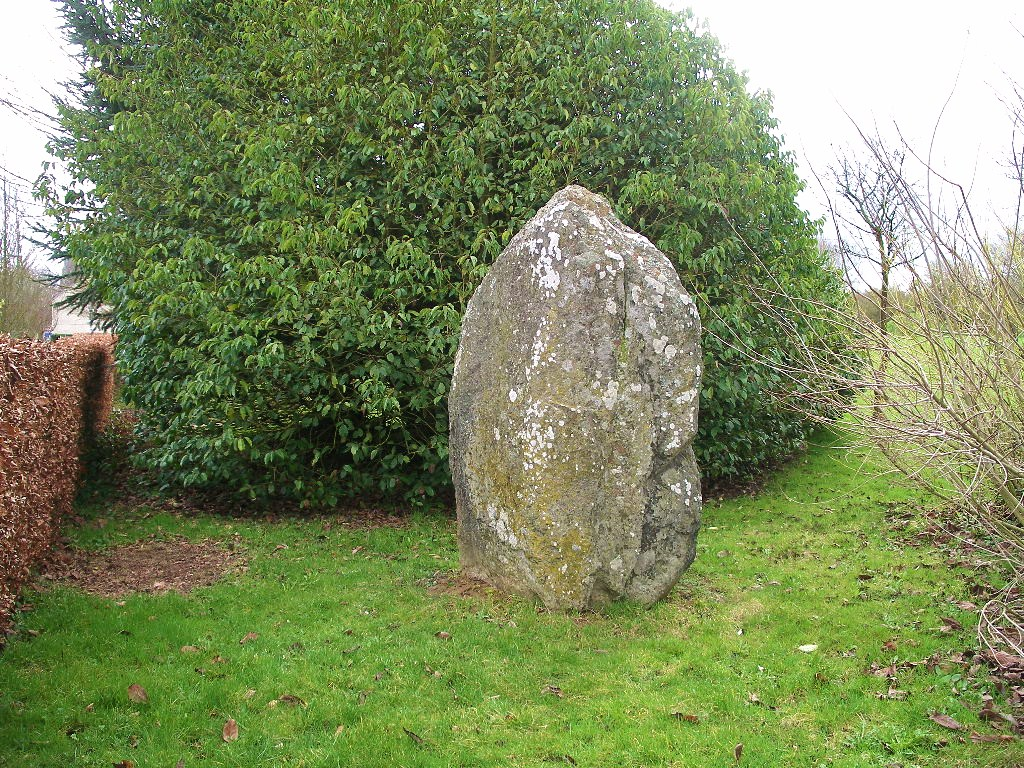
La Pierre du Pôt dans le parc de l'arboretum.
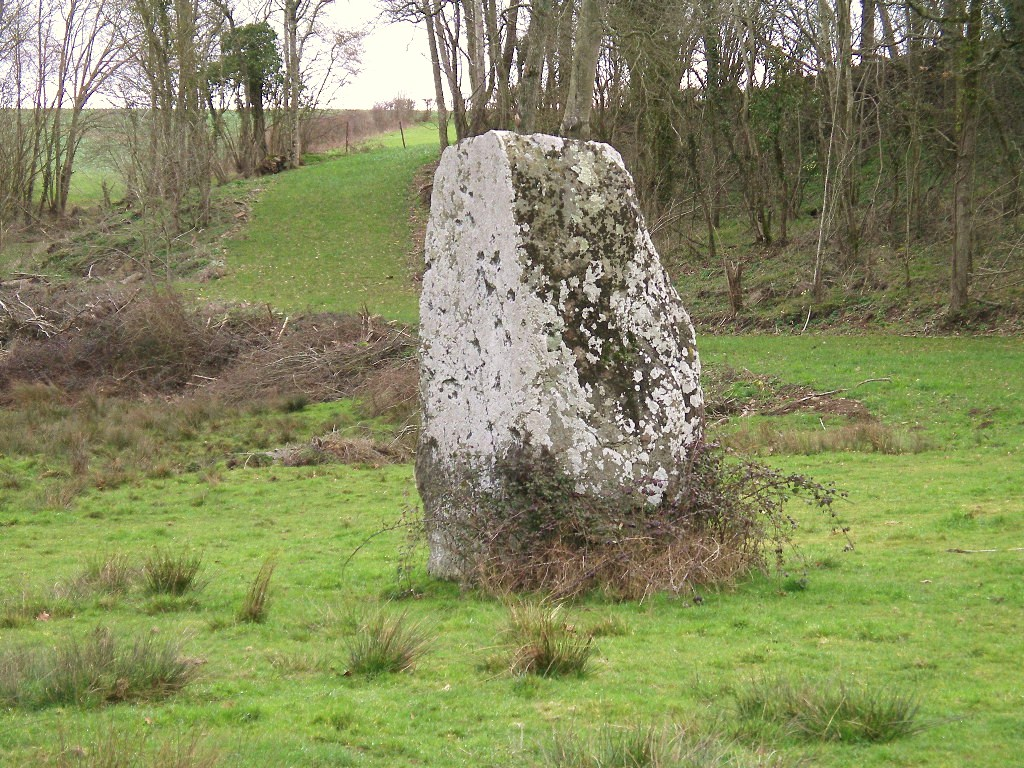
La Pierre de la Hauberie.
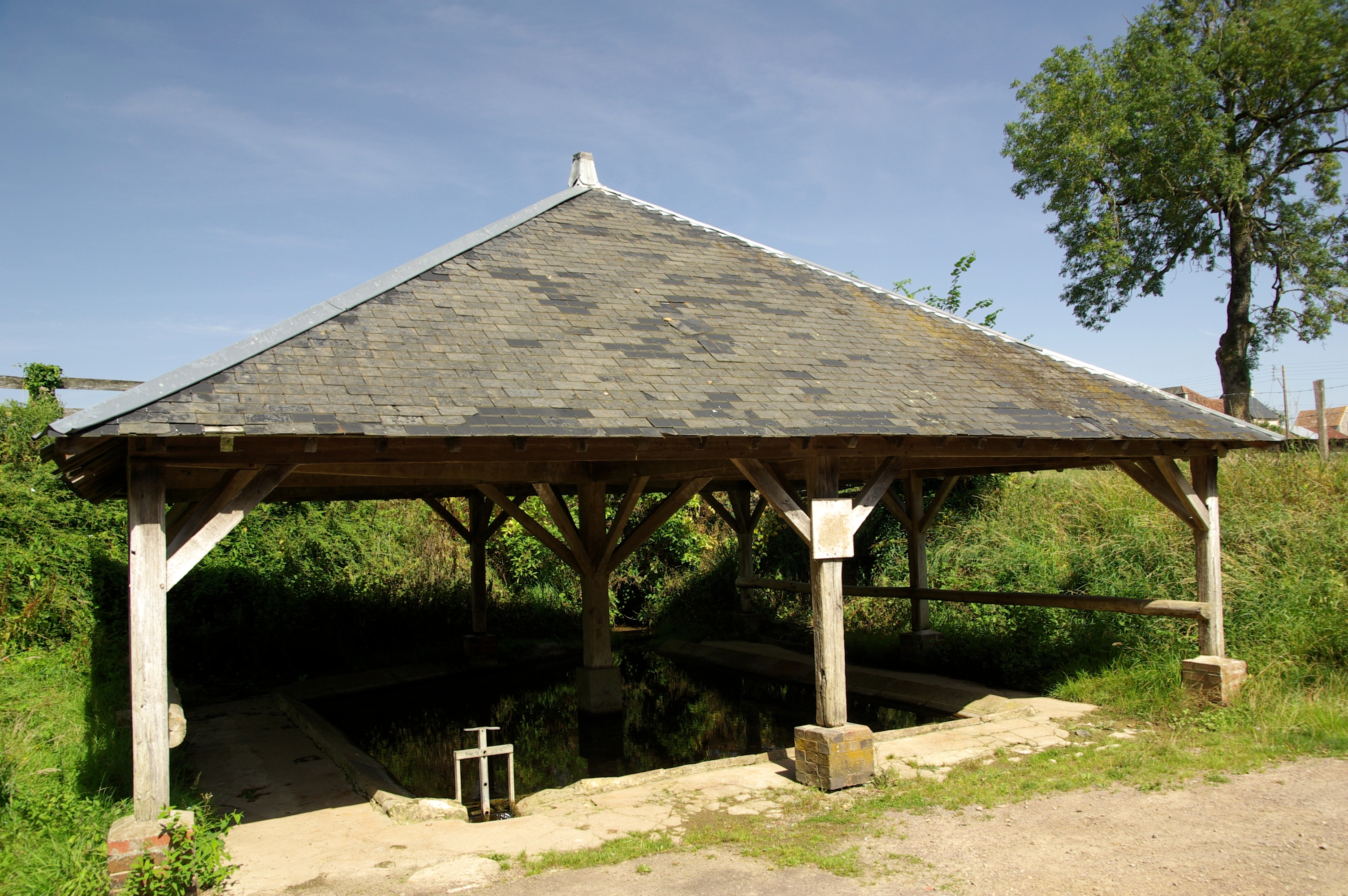
Le lavoir du Marais.
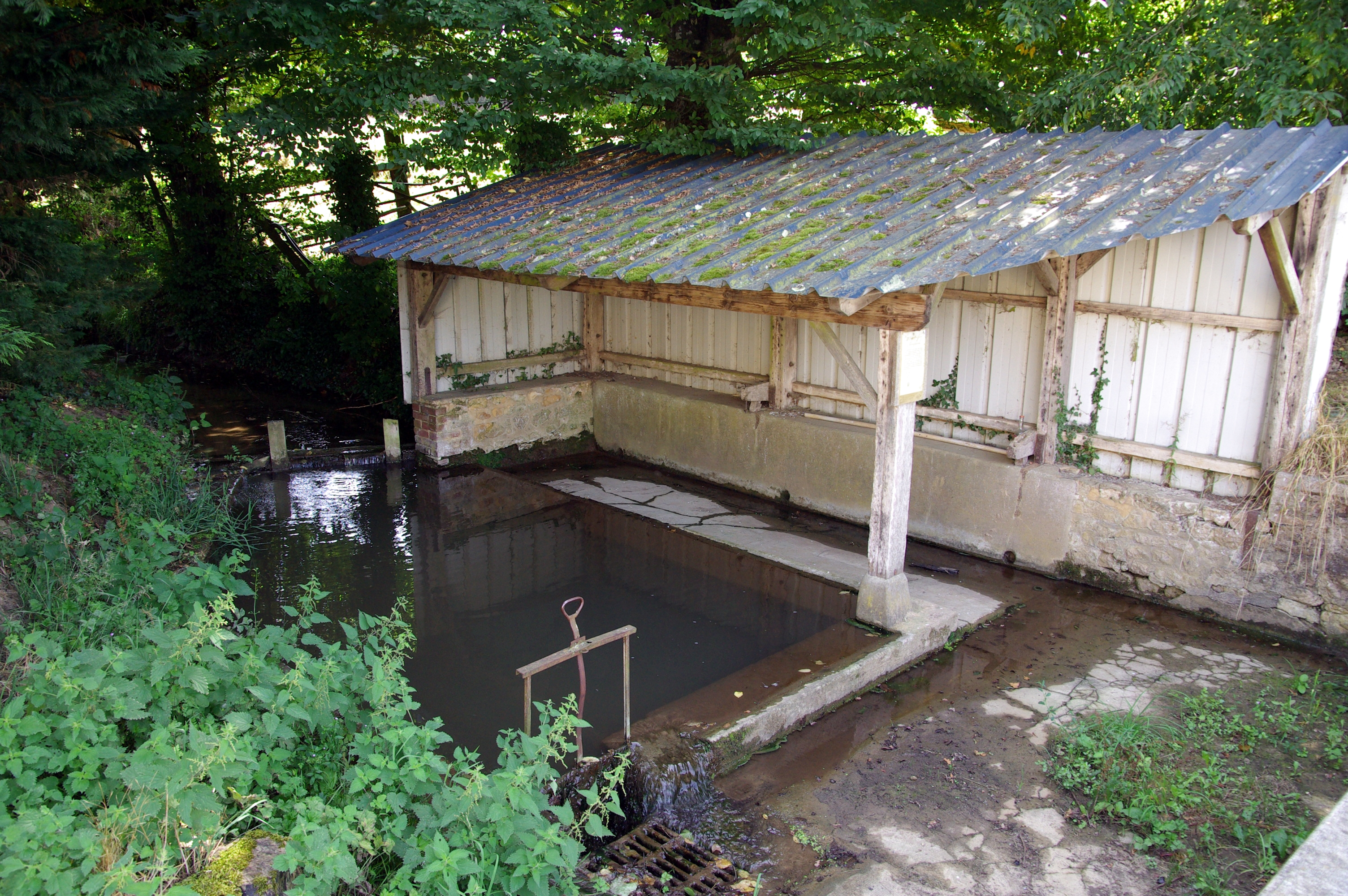
Le lavoir de la Cressonnière.

### Personnalités liées à la commune
- René Levavasseur (1883-1954) : horticulteur et maire d'Angers, né à Ussy.